# República Socialista de Chile
La República Socialista de Chile fue el nombre de un efímero régimen político chileno que se inició el 4 de junio de 1932 con la renuncia forzosa del Presidente Juan Esteban Montero mediante un golpe de Estado, y terminó igualmente con renuncia forzosa de Carlos Dávila Espinoza, el 13 de septiembre del mismo año. 
Aunque algunos historiadores, como Julio César Jobet, acotan el periodo entre la primera Junta hasta el golpe de Estado por el cual asume la presidencia de una nueva Junta y, posteriormente, la Presidencia Provisional de la República, que va desde el 4 de junio al 16 de junio.

## Antecedentes

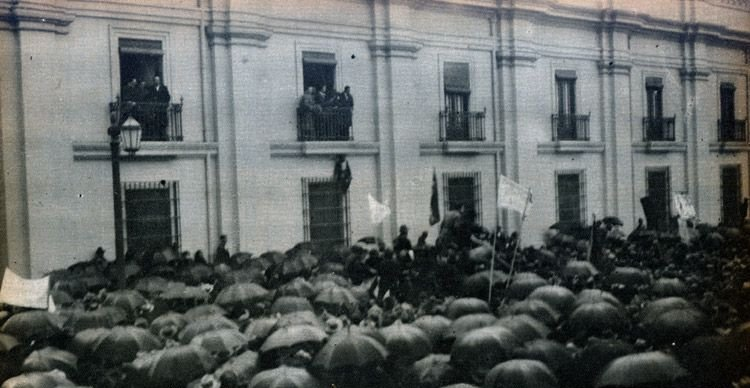
Marcha en apoyo de la República Socialista, frente al Palacio de La Moneda.

Desde finales del siglo XIX, y con la revolución industrial en su punto más álgido, empieza a fraguarse un cierto descontento dentro de las clases populares en Chile. La masiva llegada de campesinos al norte del país para trabajar en la minería del salitre y a Santiago para realizar trabajos fabriles trajo consigo una mayor desigualdad social, con el llamado proletariado lidiando con una calidad de vida bastante deplorable y una degeneración moral bastante pronunciada, lo cual se denominó cuestión social. Tanto dentro de los conventillos como dentro de las faenas y movimientos políticos anarquistas y comunistas habían generado revuelo en las esferas sociales bajas que esperaban soluciones a sus problemas y los sindicatos comenzaron a proliferar rápidamente y trajeron a luz gran evidencia del descontento social. Al mismo tiempo, grupos dentro de la clase dirigente se vieron influenciados por el socialcristianismo y por el liberalismo de Manchester. En 1920, Arturo Alessandri llega a la presidencia con un discurso reformista enfocado al bienestar social, mientras que cuatro años más tarde, una asonada da paso a la aprobación de las "leyes sociales". 
Entre 1927 y 1931, Chile fue gobernado por el general Carlos Ibáñez del Campo, quien llevó a cabo una política corporativista, con el fin de minar la influencia de los grupos de izquierda. Sin embargo, su gobierno llegó a un abrupto fin debido a las consecuencias de la Gran Depresión de 1929 (Chile sería considerado como uno de los países más afectados con la crisis debido al gran endeudamiento generado por la rápida expansión del gasto público), lo cual generó un masivo éxodo de trabajadores del salitre a la capital, variadas epidemias, amenazas de rebelión, y por último, un movimiento cívico-estudiantil surgido tras revelarse el estado de las finanzas públicas, cuya brutal represión sellaría la suerte de Ibáñez, quien partiría a Argentina, dejándole el cargo a Pedro Opaso Letelier, quien renunciaría en favor de Juan Esteban Montero Rodríguez. Cuando Montero se postula a las elecciones de octubre de ese año, éste nombra como vicepresidente a Manuel Trucco Franzani, quien debe enfrentar la sublevación de la Escuadra, incitada por elementos socialistas, y sofocada por las restantes Fuerzas Armadas. Apenas Montero regresa tras vencer en las elecciones se produce el Motín del Norte Grande, el cual también es sofocado, pero esta vez con numerosas muertes, lo cual desmorona la popularidad de Montero entre los sectores populares.

## El inicio de la rebelión
En la tarde del 4 de junio de 1932, un grupo de rebeldes provenientes de la Base Aérea El Bosque, tomaron dirección al Palacio de la Moneda. Al anochecer del mismo día, proceden a derrocar al Presidente Juan Esteban Montero Rodríguez, quien deja el poder acompañado por su gabinete y Marmaduke Grove proclama la "República Socialista de Chile".
Se instala una Junta de Gobierno presidida por el general en retiro, Arturo Puga, junto con Carlos Dávila y Eugenio Matte. Asumen las labores ministeriales, el Comodoro del Aire Marmaduke Grove (Defensa), Óscar Schnake Vergara (Secretaría General de Gobierno), Rolando Merino Reyes (Interior), Eugenio González (Educación), Luis Barriga Errázuriz (Relaciones Exteriores), Alfredo Lagarrigue (Hacienda), Óscar Cifuentes (Salud) y Carlos Alberto Martínez (Tierras y Colonización).
El 6 de junio, la junta decretó la disolución del Congreso Nacional (el denominado Congreso Termal), electo en 1930 en irregulares circunstancias que entorpeció el ejercicio de Montero y de los demás gobernantes y que era bastante cuestionado por la opinión pública.

## Objetivos y problemas de la República Socialista
Alimentar al pueblo, vestir al pueblo, domiciliar al pueblo, entendiéndose por el pueblo al conjunto de los ciudadanos sin distinción de clase ni de partidos.
Alfredo Lagarrigue, en presentación del Programa Económico.

El principal objetivo de la República Socialista era el de hacer una re-estructuración social y de "garantizar de que no faltará pan en la mesa de cada persona que trabajara y cumpliera su labor con la sociedad", por lo que se esbozó un plan de treinta "puntos básicos de acción inmediata".

### Los treinta puntos básicos de acción inmediata de la Junta de Gobierno
1. Asunción de la suma del Poder Público por el Consejo Ejecutivo y su Ministerio.
2. Disolución del Congreso Nacional.
3. Organización del control de subsistencias con requisa y demás medidas conducentes que sean necesarias para asegurar el abastecimiento de la población. Distribución de víveres, empleando, entre otros, los elementos del Ejército.
4. Fuerte impuesto a todas las grandes fortunas, sin excepción para reunir una suma no inferior a 500 millones de pesos.
5. Aumento del impuesto complementario sobre las rentas superiores a $36 000 anuales, y del impuesto adicional de chilenos en el extranjero.
6. Expropiación de los depósitos en moneda extranjera y en oro, pagándolos en moneda corriente nacional de 6 d.
7. Inmediata destinación de los fundos fiscales, de los pertenecientes a los morosos en falencia ante las instituciones de Crédito, y de los improductivos por falta de explotación, a la colonización con cesantes, implantando la colonización colectiva con cesantes, bajo la dirección técnica del Estado. Empleo de los elementos del Ejército en la movilización e instalación de colonos.
8. Expropiación de los terrenos tomados por el Estado a justa tasación y hasta la concurrencia del monto de la deuda hipotecaria respectiva.
9. Suspensión de los lanzamientos de pequeños arrendatarios en mora y ocupación inmediata de las casas desocupadas. Empleo del Ejército en esta labor.
10. Indulto de los marineros condenados por los sucesos de Coquimbo y Talcahuano, y demás procesados y condenados por delitos políticos, derogándose la Ley de Seguridad Interior del Estado.
11. Apertura inmediata de las oficinas salitreras que elaboran con procedimiento Shanks y otros auxiliares de bajo costo de producción.
12. Liquidación o reorganización inmediata de la Compañía de Salitres de Chile.
13. Estanco del Oro por cuenta del Estado y explotación hasta obtener 30 kilos diarios.
14. Establecimiento del Estanco del Yodo, luego del petróleo, fósforo, tabacos, alcohol y azúcar.
15. Organización de la producción hasta obtener el dumping del salitre y yodo.
16. Monopolio por el Estado del comercio exterior.
17. Ampliación progresiva e incesante de la socialización del Crédito.
18. Organización de la «Casa de Comercio del Estado», anexa a la Empresa de los Ferrocarriles del Estado, para la compra y venta de artículos de primera necesidad (frutos del país).
19. Reorganización de los servicios diplomáticos y consular para adaptarlos a las necesidades del comercio exterior.
20. Celebración de tratados indo-americanos.
21. Revisión de los sueldos, pensiones y jubilaciones, reorganizando la planta de los empleos públicos y municipales, suprimiendo las reparticiones y puestos inútiles. Fijación de $36 000 al año como sueldo máximo, para los servicios fiscales, semifiscales y municipales.
22. Reorganización, selección y reducción de las fuerzas armadas.
23. Mejoramiento y extensión de la Educación Primaria.
24. Reconocimiento del Gobierno Soviético y revisión de los contratos con Compañías extranjeras que importen monopolios.
25. Prohibición de importar productos suntuarios (sedas, autos, perfumes) y demás que puedan ser reemplazados por manufacturas nacionales.
26. Supresión del impuesto al ganado argentino, trigo y materias primas para las industrias nacionales de productos alimenticios.
27. Estudio de la organización de una Asamblea Constituyente a base funcional, que dictará la nueva Carta Fundamental del Estado.
28. Creación del Ministerio de Salud Pública estableciendo la unidad de acción en los servicios sanitarios del país.
29. Reorganización de la Administración de Justicia.
30. Tribunal de Sanción Nacional.

El Partido Comunista de Chile (PCCh) no creyó estas propuestas y consideró que estaba "engañando" a las masas, así y con tono casi desafiante, llama a la junta de gobierno a reducir los horarios laborales a 36 horas, la disolución de la policía política (la cuestionada "Sección de Seguridad" de Ibáñez, la cual había sido revivida por la Junta luego de haber estado casi inactiva bajo Montero), un pago de cesantía y el aumento de sueldos, también llamando proletariado a formar milicias de Soviet para hacer frente a la Junta.
Sin embargo, la convivencia dentro de la Junta se complica por los conflictos entre los elementos izquierdistas, liderados por Grove y Matte, y los sectores ibañistas, liderados por Dávila, en particular por el plan económico, lo cual desemboca en la rápida expulsión de éste último de la Junta. Luego de estos hechos, empezó a hablarse de una conspiración planeada por oficiales de la Guarnición de Santiago opuestos con la postura política "social" del gobierno, frente a lo que el mismo Grove califica como "solo rumores".

## Traición de Carlos Dávila y el fin de la República Socialista
En la noche del 16 de junio de 1932, después de que en la tarde del mismo día se originará una gran concentración obrera en apoyo al gobierno, un grupo de oficiales de la Guarnición de Santiago hacen el golpe de Estado, detienen a Marmaduke Grove y a Eugenio Matte, ante la mirada atónita de todo un país. Dávila entonces obliga a Puga a dimitir y se autoproclama Presidente Provisional de la República de Chile, pero en si el cargo no tiene valor ya que la República de Chile ya había sido reinstaurada. Prontamente proscribe a las sociedades de resistencia anarquistas a través del Decreto Ley N° 50, restaura la Ley de Seguridad Interior, anuncia Estado de Sitio, y relega a Grove a Isla de Pascua.
Se rumoreaba que el verdadero objetivo de Dávila era instalar en el gobierno una dictadura de corte nacionalsocialista liderada por Carlos Ibáñez del Campo, quien le realizó una fugaz visita a Dávila en Machalí bajo la identidad de "Domingo Aránguiz". Sin embargo, al enterarse de que gran parte del Ejército prefería un gobierno civil, Ibáñez optó por volver a Argentina, ahora como embajador, no sin antes recomendarle a Dávila el disolver el triunvirato y reunir el poder en su persona.
Para entonces, Dávila empezaba a trazar la redacción de una nueva Carta Magna, llamando a elecciones para una Asamblea Constituyente. Sin embargo, la oposición se puso catastrófica: los sectores altos y medios, así como la mayoría del Ejército y los medios de comunicación nunca habían apoyado la República Socialista y presionaban por un regreso al gobierno civil, los sectores izquierdistas no le perdonaron la salida de Puga, Grove y Matte de la Junta, y los ibañistas se sintieron decepcionados por la fallida conferencia de Machalí. 
Dentro de este último grupo, los Comandantes en Jefe de las FF.AA.: Luis Otero Mujica (Ejército), Carlos Jouanne (Marina) y Arturo Merino Benítez (Fuerza Aérea) se sublevan, por lo que Dávila es obligado a renunciar el 13 de septiembre de 1932, dejando el poder a manos del General Bartolomé Blanche; este igualmente renuncia luego de que Merino se rehusara a rendirse, el general Pedro Lagos también amenazaría con un golpe y el general Pedro Vignola Cortés liderará un movimiento civilista en el norte con el objetivo de llamar a nuevas elecciones. El nuevo vicepresidente, Abraham Oyanedel, convoca un gabinete de figuras veteranas de inicios de siglo y llama a elecciones para octubre, en las que triunfa Arturo Alessandri, terminando así el período de Anarquía.

## Obras de la República Socialista
Pese a su corta duración (101 días: 12 días de Puga, más los 89 días de Dávila), la República Socialista representada en su Junta de Gobierno llevaron a cabo muchas reformas entre las que resaltan: devolver las pertenencias empeñadas en la Caja de Crédito Popular (conocida popularmente como la Tía Rica) el 7 de junio, la creación del Ministerio de Trabajo y el de Salubridad Pública, que se convertiría, posteriormente, en el de Salud, y del primer atisbo de lo que luego sería el Banco del Estado, y un decreto ley que indulta a todos los condenados por delitos políticos y sociales, entre ellos los dirigentes de la sublevación de la Escuadra de septiembre de 1931, así como la reincorporación a funciones de 200 profesores exonerados por razones políticas durante el gobierno de Carlos Ibáñez del Campo.

## Presidentes
La Republica Socialista estuvo compuesta por dos Presidentes, el primero fue el General Arturo Puga y el segundo fue el civil Carlos Dávila Espinosa.
| Foto | Cargo                                                                  | Presidente         | Mandato                              |
| ---- | ---------------------------------------------------------------------- | ------------------ | ------------------------------------ |
|      | Presidente de la Junta de Gobierno de la República Socialista de Chile | Arturo Puga Osorio | 4-16 de junio de 1932                |
|      | Presidente Provisional de la República Socialista de Chile             | Carlos Dávila      | 16 de junio-13 de septiembre de 1932 |

## Junta de Gobierno de la República Socialista de Chile
La Republica Socialista estuvo compuesta por diversas juntas de gobierno, cuyos miembros iniciales fueron destituidos por Dávila y siendo reemplazados.
|  | Miembros                | Periodo                        | Presidente    |
|  | ----------------------- | ------------------------------ | ------------- |
|  | Marmaduke Grove Vallejo | 4-16 de junio de 1932          | Arturo Puga   |
|  | Eugenio Matte           | 4-16 de junio de 1932          | Arturo Puga   |
|  | Carlos Dávila           | 4-13 de junio de 1932          | Arturo Puga   |
|  | Rolando Merino Reyes    | 13-16 de junio de 1932         | Arturo Puga   |
|  | Pedro Cárdenas Avendaño | 16 de junio-8 de julio de 1932 | Carlos Dávila |
|  | Alberto Cabero          | 16 de junio-8 de julio de 1932 | Carlos Dávila |